# Pierwsza miłość (film 1971)
Pierwsza miłość – polski film fabularny z roku 1971 w reżyserii Sylwestra Chęcińskiego.
Film powstał w oparciu o opowiadanie Iwana Turgieniewa pod tym samym tytułem. Premiera 25 minutowego, barwnego filmu miała miejsce 17 września 1971 roku.

## Obsada
- Magdalena Zawadzka – Zinaida Zasiekin
- Wojciech Szymański – Włodzimierz
- Stanisław Zaczyk – Piotr, ojciec Włodzimierza
- Wanda Łuczycka – księżna Zasiekin, matka Zinaidy
- Wiesława Mazurkiewicz – matka Włodzimierza
- Andrzej Hrydzewicz – hrabia Malewski
- Tadeusz Kamberski – lokaj
- Ryszard Kotys – Białobzorow
- Edward Lubaszenko – doktor Łuszyn
- Ferdynand Matysik – kapitan Nirmacki
- Zbigniew Horawa
- Jan Łopuszniak

Źródło.

## Realizacja
- Reżyser II: Gerard Zalewski
- Współpraca reżyserska: Eugenia Jaśkiewicz, Beata Bilska
- Operator kamery: Jacek Stachlewski
- Współpraca operatorska: Julian Magda, Zygmunt Krusznicki
- Współpraca scenograficzna: Andrzej Kępczyński, Jerzy Radziwoń
- Dekoracja wnętrz: Maria Szafran
- Współpraca kostiumograficzna: Urszula Puławska
- Wykonanie muzyki: Wielka Orkiestra Polskiego Radia (Katowice)
- Dyrygent: Konrad Bryzek
- Współpraca dźwiękowa: Grażyna Niewińska
- Współpraca montażowa: Eugeniusz Dmitroca
- Współpraca charakteryzatorska: Zygmunt Kaźmierski
- Fryzury: Zofia Chęć
- Kierownictwo produkcji: Ryszard Straszewski
- Kierownictwo produkcji II: Marek Dobrowolski
- Współpraca produkcyjna: Józef Leszek Sobczyk

Źródło.